# Bokovo
Bokovo (en serbe cyrillique : Боково) est un village du sud du Monténégro, dans la municipalité de Cetinje.

## Démographie

### Évolution historique de la population
| 1948 | 1953 | 1961 | 1971 | 1981 | 1991 | 2003 |
| ---- | ---- | ---- | ---- | ---- | ---- | ---- |
| 221  | 214  | 154  | 104  | 34   | 28   | 20   |